# Galaxia

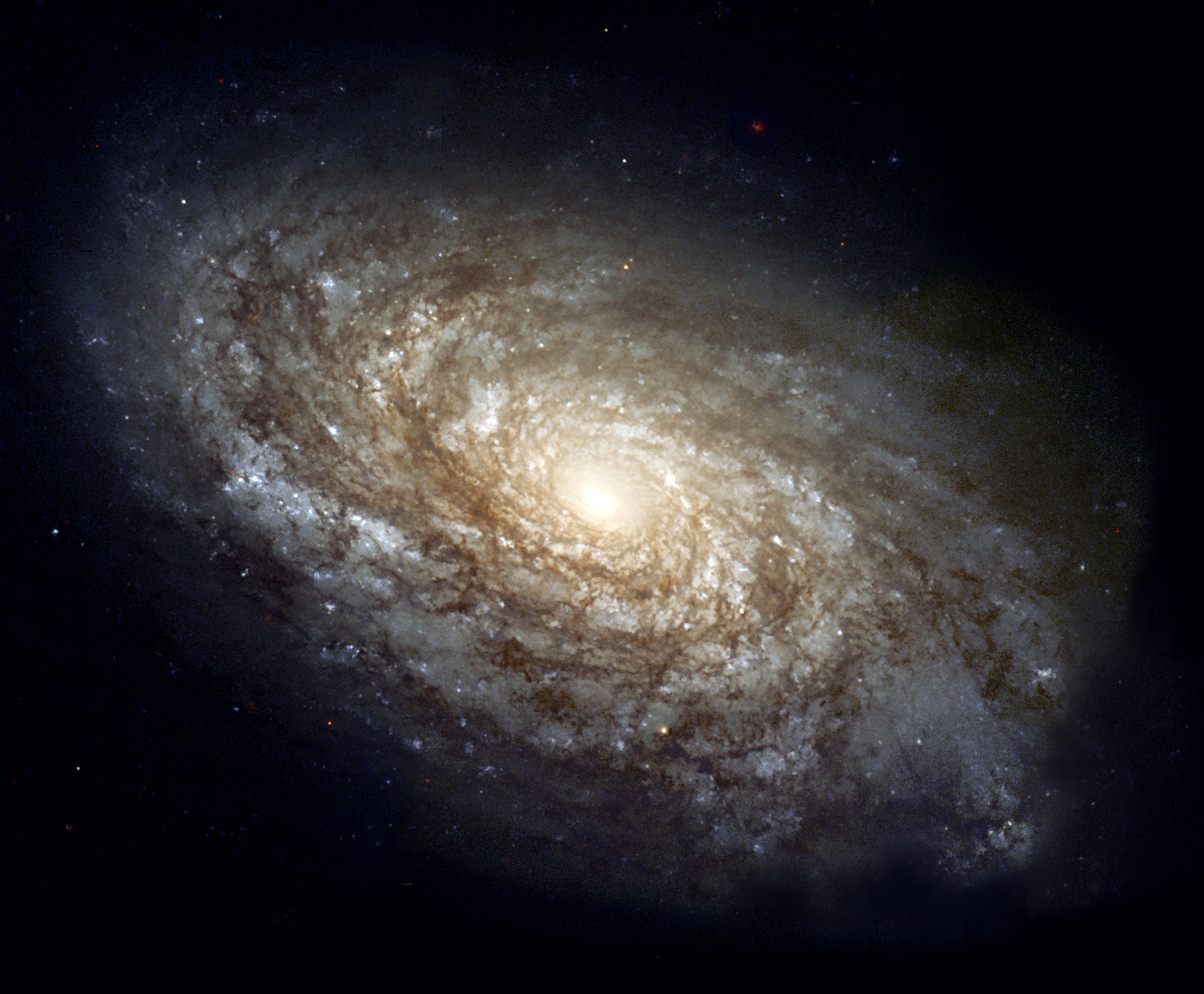
NGC 4414, una típica galaxia espiral en la constelación Coma Berenices, cuyo diámetro es aproximadamente y a una distancia aproximada de 20 millones de parsec.

Una galaxia (del griego γαλαξίας ‘lácteo’) es un conjunto de  estrellas, nubes de gas, planetas, polvo cósmico, materia oscura y energía unidas gravitatoriamente en una estructura más o menos definida. La palabra «galaxia» procede de los griegos, cuyos mitos atribuían el origen de la Vía Láctea a las gotas de leche derramadas en el universo por la diosa Hera mientras alimentaba al infante Hércules. La cantidad de estrellas que forman una galaxia es enorme y varía desde las galaxias enanas, con 107, hasta las galaxias gigantes, con 1014 estrellas; siendo el valor medio estimado de 1011 estrellas.[cita requerida] Formando parte de una galaxia existen subestructuras como las nebulosas, los cúmulos estelares y los sistemas estelares múltiples.
Históricamente las galaxias se han clasificado de acuerdo a su forma aparente (morfología visual). Una forma común es la galaxia elíptica que, como indica su nombre, tiene el perfil luminoso de una elipse. Las galaxias espirales tienen forma circular pero con estructura de brazos curvos envueltos en polvo. Las galaxias inusuales se llaman galaxias irregulares y son, normalmente, el resultado de perturbaciones provocadas por la atracción gravitacional de galaxias vecinas. Estas interacciones entre galaxias vecinas, que pueden provocar la fusión de galaxias, pueden inducir el intenso nacimiento de estrellas. Finalmente, tenemos las galaxias pequeñas, que carecen de una estructura coherente y también se las llama galaxias irregulares.
Según estudios publicados en 2016, se estima que existen alrededor de 200 000 millones de galaxias en el universo observable, esto es, diez veces más de lo que se creía anteriormente. La mayoría de las galaxias tienen un diámetro de entre cien y cien mil parsecs y están usualmente separadas por distancias del orden de un millón de parsecs. El espacio intergaláctico está compuesto por un tenue gas, cuya densidad media no supera un átomo por metro cúbico.[cita requerida] Muchas de las galaxias están dispuestas en una jerarquía de agregados, llamados cúmulos, que a su vez pueden formar agregados más grandes, llamados supercúmulos. Estas estructuras mayores están dispuestas en hojas o en filamentos rodeados de inmensas zonas de vacío en el universo.
Se especula que la materia oscura constituye el 90 % de la masa en la mayoría de las galaxias. Sin embargo, la naturaleza de este componente no está demostrada, y de momento aparece solo como un recurso teórico para sustentar la estabilidad observada en las galaxias. La materia oscura fue propuesta inicialmente en 1933 por el astrónomo suizo Fritz Zwicky, pues la rotación observada en las galaxias indicaba la presencia de una gran cantidad de materia que no emitía luz. No obstante, existen muchas otras galaxias además de la nuestra. Las estimaciones en torno a su número rondan los 2 billones solamente en el universo observable. El Telescopio Espacial Hubble observó una pequeña porción del espacio durante 12 días y descubrió 10 000 galaxias, de todo los tamaños, formas y colores. 
A veces las galaxias se acercan demasiado y chocan entre sí. La Vía Láctea algún día colisionará con Andrómeda, su vecina galáctica más cercana. La Colisión Vía Láctea-Andrómeda tendrá lugar dentro de cinco mil millones de años, dando lugar a una galaxia que probablemente será de tipo espiral llamada Lactómeda. Las galaxias son tan grandes y están tan expandidas en los extremos que, aunque se choquen entre sí, los planetas y los sistemas solares a menudo no llegan a colisionar.

## Historia
En 1610 Galileo Galilei usó un telescopio para estudiar la cinta de aspecto lechoso en el cielo nocturno llamada Vía Láctea, y descubrió que está compuesta por una inmensa cantidad de pequeñas estrellas. En el año 1755 Immanuel Kant teorizó sobre la estructura y las agrupaciones de estrellas en el tratado Historia general de la naturaleza y teoría del cielo, basado en un trabajo previo de Thomas Wright. Kant afirmaba que la Vía Láctea era un sistema formado por miles de sistemas solares como el nuestro, agrupados en una estructura de orden superior y de características similares a las de los sistemas planetarios, sensiblemente plana, de forma elíptica, en movimiento de rotación alrededor de un centro y regidas por la misma mecánica celeste. También supuso que, por el punto de vista desde el que observamos la Vía Láctea y por la densidad de estrellas visibles que agrupa, nuestro sol se encuentra en su mismo plano y forma parte de ella. Desde un planteamiento completamente teórico, Kant afirmó que era lógico suponer la existencia de otros planetas y satélites orbitando alrededor de otras estrellas, y que debían existir otras «Vías Lácteas» separadas a distancias de un orden de magnitud comparable a su vasto tamaño. Según su razonamiento, estas galaxias o universos isla teóricos serían visibles desde la Tierra como nubes ovaladas de luz tenue, sin que fuera posible distinguir las estrellas individuales dentro de ellas. Kant las identifica con ciertos tipos de nebulosas, que Pierre Louis Maupertuis describió como «pequeños lugares cuya luz es sólo un poco mayor que la oscuridad del espacio celestial, todas ellas con el aspecto de elipses más o menos abiertas, pero cuya luz es mucho más débil que cualquier otra que conozcamos en el cielo».

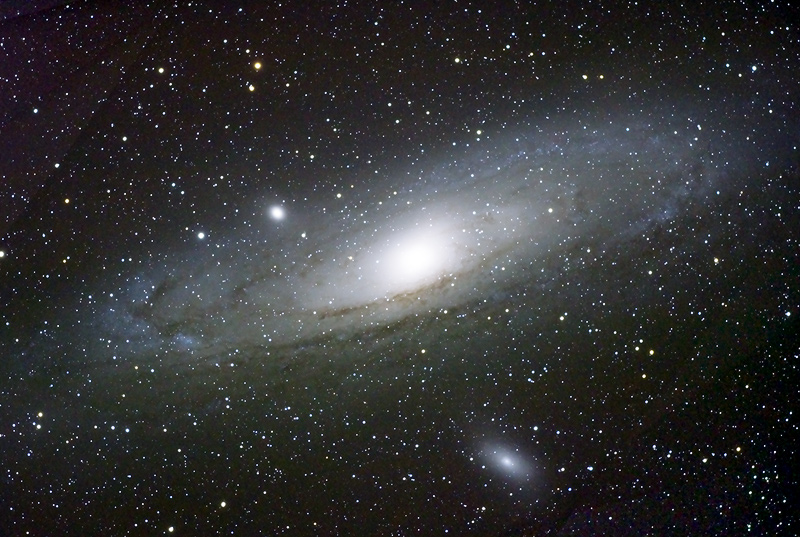
Galaxia de Andrómeda (M31), en la constelación de su mismo nombre.

Hacia el final del siglo XVIII, las galaxias no habían sido descubiertas. Charles Messier compiló un catálogo (catálogo Messier) que contenía 103 objetos astronómicos, que él denominó «nebulosas y cúmulos de estrellas». Más tarde William Herschel elaboró un catálogo que contenía unos 2500 «objetos del espacio profundo». En 1845 Lord Rosse construyó un nuevo telescopio, con el cual consiguió distinguir las «nebulosas» elípticas de las circulares. Este telescopio permitía ver de manera parcial para poder distinguir en algunas de estas «nebulosas» fuentes puntuales individuales de luz, confirmando de manera parcial las anteriores conjeturas de Kant.
En 1917 Heber D. Curtis había observado la nova S Andrómeda, en la «nebulosa» de Messier M31. Buscando en los registros fotográficos, encontró otras 11 novas y observó que, en promedio, estas novas eran 10 órdenes de magnitud más débiles que las ocurridas en nuestra galaxia. Como resultado de esta observación pudo predecir que dichas novas se debían encontrar a una distancia de 150 000 parsecs. Heber se convirtió en un célebre defensor de la hipótesis de los «universos isla», que sostenía que las «nebulosas espirales» eran realmente galaxias independientes.
En 1920 ocurrió el gran debate entre Harlow Shapley y Heber Curtis en torno a la naturaleza de nuestra galaxia, las «nebulosas espirales» y la dimensión del universo. Para defender la afirmación de que M31 era una galaxia externa, Curtis argumentaba que las líneas oscuras observadas en dicha «nebulosa» eran similares a las nubes de polvo que se observan en la nuestra, Vol. 5 (1925). Usar un nuevo telescopio le permitió a Edwin Hubble resolver las partes exteriores de algunas «nebulosas espirales» como colecciones de estrellas individuales. Más aún, Hubble pudo identificar en esas estrellas algunas variables cefeidas y éstas le permitieron estimar la distancia a dichas «nebulosas». Resultó que estaban demasiado alejadas para ser parte de la Vía Láctea. En 1936 Hubble organizó un sistema de clasificación de galaxias que todavía se usa en nuestros días: la secuencia de Hubble.
El primer intento de describir la forma que tiene la Vía Láctea fue llevado a cabo por William Herschel en 1785, contando cuidadosamente el número de estrellas en distintas regiones del cielo. En 1920 Kapteyn, usando un refinamiento de la técnica empleada por Herschel, sugirió la imagen de una pequeña galaxia elipsoidal (15 kiloparsecs de diámetro), con el Sol cerca del centro. Con un método diferente, basado en la distribución de los cúmulos globulares, realizado por Harlow Shapley, emergió una imagen radicalmente distinta: un disco plano con un diámetro aproximado de 70 kiloparsecs y con el Sol alejado de su centro. Ninguno de los dos análisis tomó en cuenta la absorción de la luz y el polvo interestelar presentes en el plano galáctico. Robert Julius Trumpler tomó en cuenta estos efectos en 1930, estudiando cúmulos abiertos y produciendo la imagen que actualmente se acepta de nuestra galaxia: la Vía Láctea es una galaxia espiral con un diámetro aproximado de 30 kiloparsecs.

Velocidad de rotación: A observada, B predicha.

En 1944 Hendrick van de Hulst predijo que, debido a la presencia de hidrógeno interestelar, podría detectarse la emisión de microondas de 21 cm de longitud por parte de este gas. Esta radiación, detectada en 1951, ha permitido realizar mejoras en el estudio de la dinámica de galaxias, en tanto que no es bloqueada por la presencia de polvo. El efecto Doppler puede usarse para estudiar el movimiento de este gas en la galaxia. Con la mejora de los radiotelescopios se han podido trazar nubes de gas de hidrógeno en otras galaxias.
En 1970 Vera Rubin hizo un estudio sobre la velocidad de rotación de las galaxias. El resultado de este y otros estudios es que la masa conjunta de las estrellas, polvo y gases detectados en una galaxia es insuficiente para sostener su velocidad de rotación. Para explicar esta discrepancia se ha postulado la existencia de materia oscura, inobservable, pero cuya masa contribuya con la gravedad necesaria para mantener las velocidades de rotación observadas.
A partir de 1990, el estudio de galaxias ha mejorado sustancialmente con el telescopio espacial Hubble y otros telescopios espaciales, que cuentan con cámaras sensibles al infrarrojo, ultravioleta, rayos X y rayos gamma.
Nuestra galaxia, la Vía Láctea, pertenece a un Grupo Local de unas cuarenta y seis galaxias dominadas por la Vía Láctea y la Galaxia de Andrómeda. Este cúmulo se encuentra en el límite de un «superconglomerado» que comprende casi cinco mil galaxias. El supercúmulo, a su vez, pertenece a otra enorme concentración de galaxias reunidas en masas compactas y suaves.

## Tipos de galaxias

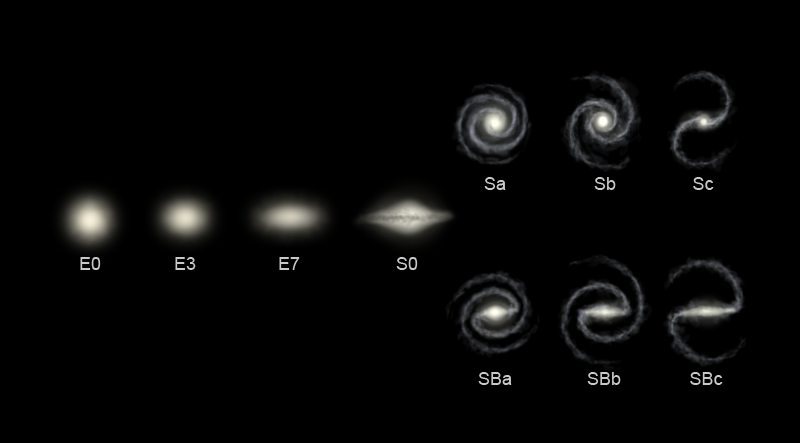
Tipos de galaxias de acuerdo al esquema de clasificación de Hubble.

Las galaxias tienen cuatro configuraciones distintas: elípticas, espirales, lenticulares e irregulares. Una descripción algo más detallada, basada en su apariencia, es la provista por la secuencia de Hubble, propuesta en el año 1936. Este esquema, que solo descansa en la apariencia visual, no toma en cuenta otros aspectos, tales como la tasa de formación de estrellas o la actividad del núcleo galáctico.

### Galaxias elípticas
Galaxia con forma de elipse. Pueden ser nombradas desde E0 hasta E7, donde el número significa lo ovalada que es la galaxia; así, E0 sería una forma de esfera y E7 de plato o disco. También se puede decir que el número indica su excentricidad multiplicada por 10.
Su apariencia muestra escasa estructura y, típicamente, tienen relativamente poca materia interestelar. En consecuencia, estas galaxias también tienen un escaso número de cúmulos abiertos, y la tasa de formación de estrellas es baja. Por el contrario, estas galaxias están dominadas por estrellas viejas, de larga evolución, que orbitan en torno al núcleo en direcciones aleatorias. En este sentido, tienen cierto parecido a los cúmulos globulares.
Las galaxias más grandes son gigantes elípticas. Se cree que la mayoría de las galaxias elípticas son el resultado de la colisión y fusión de galaxias. Estas pueden alcanzar tamaños enormes y con frecuencia se las encuentra en conglomerados mayores de galaxias, cerca del núcleo.

### Galaxias espirales

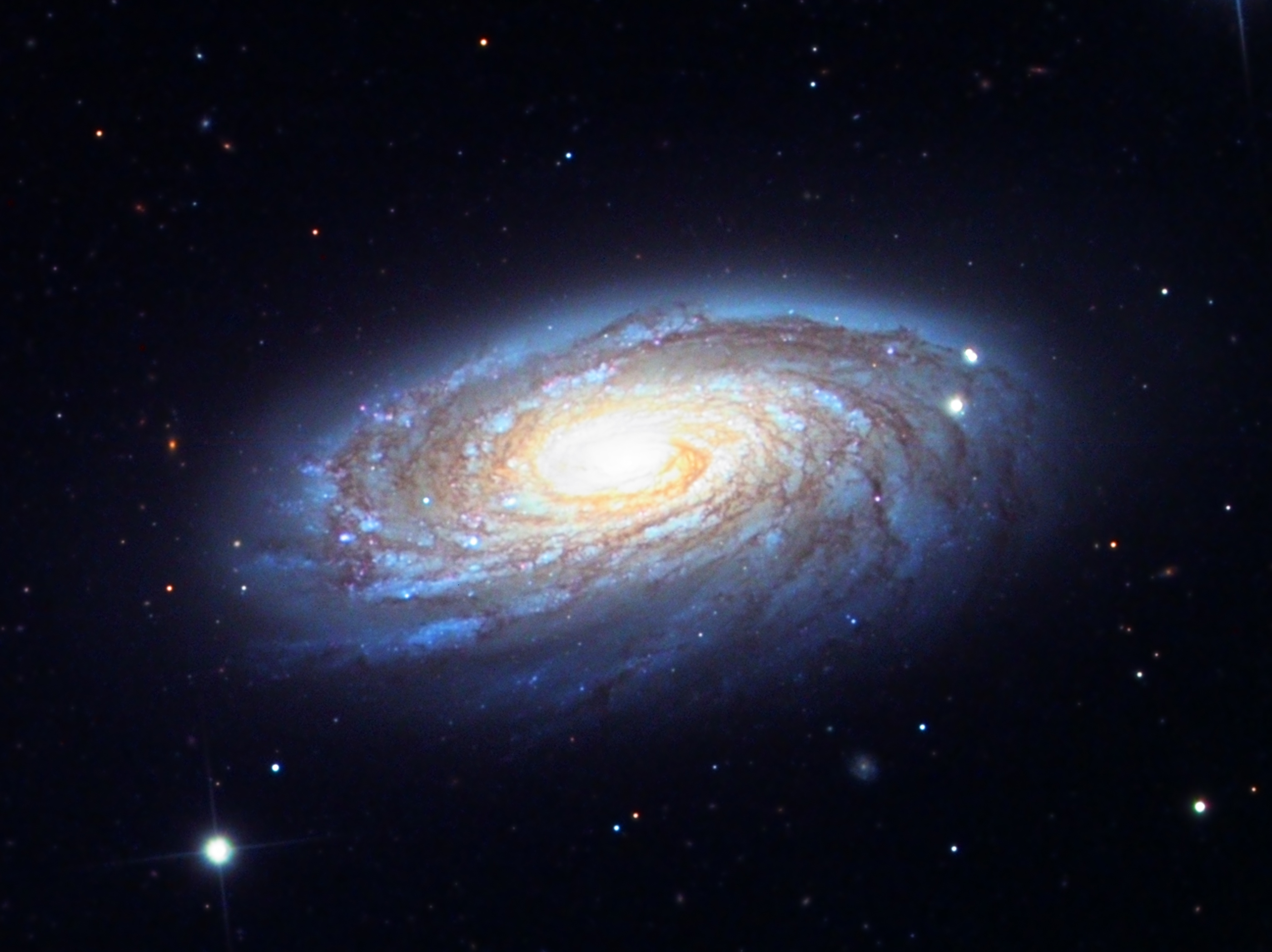
La Galaxia Espiral M88.

Las galaxias espirales son discos rotantes de estrellas y materia interestelar, con una protuberancia central compuesta principalmente por estrellas más viejas. A partir de esta protuberancia se extienden unos brazos en forma espiral, de brillo variable. Hay dos tipos: normales y barradas.
- Galaxia de forma espiral con brazos de formación estelar. Las letras minúsculas indican cuán sueltos se encuentran los brazos, siendo "a" los brazos más apretados y "c" los más dispersos.
- Galaxias espirales barradas (SBa-c): Galaxia espiral con una banda central de estrellas. Las letras minúsculas tienen la misma interpretación que las galaxias espirales.
- Galaxias Espirales Intermedias (SABa-c): Una galaxia que, de acuerdo a su forma, se clasifica entre una galaxia espiral barrada y una galaxia espiral sin barra.

### Galaxias lenticulares

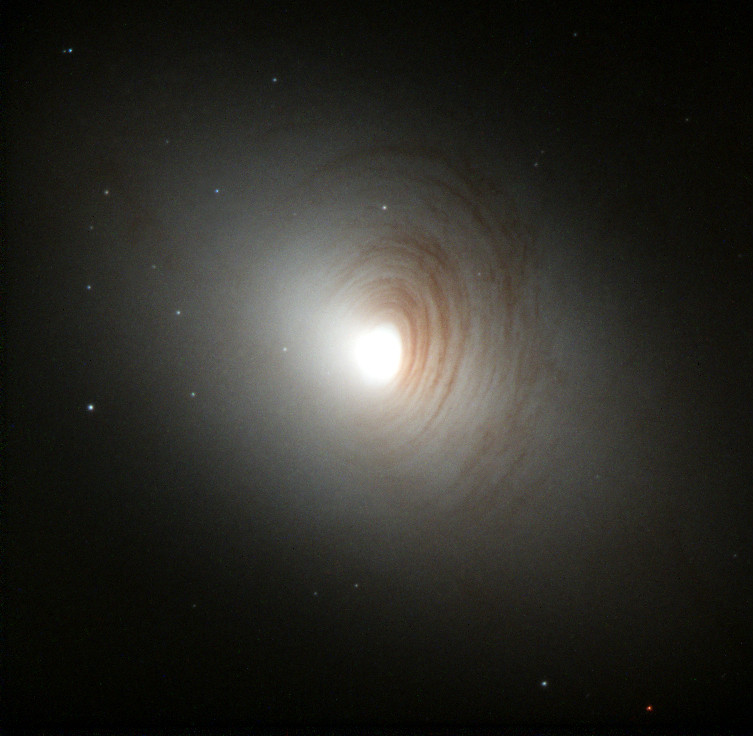
Galaxia lenticular NGC 2787.

Las galaxias lenticulares constituyen un grupo de transición entre las galaxias elípticas y las espirales, y se dividen en tres subgrupos: SO1, SO2 y SO3. Poseen un disco, una condensación central muy importante y una envoltura extensa.
Incluyen las lenticulares barradas (SBO), que comprenden tres grupos: en el primero (SBO-1), la barra es ancha y difusa; en el segundo (SBO-2) es más luminosa en las extremidades que en el centro; y en el tercero (SBO-3) es ya muy brillante y bien definidas.

### Galaxias irregulares

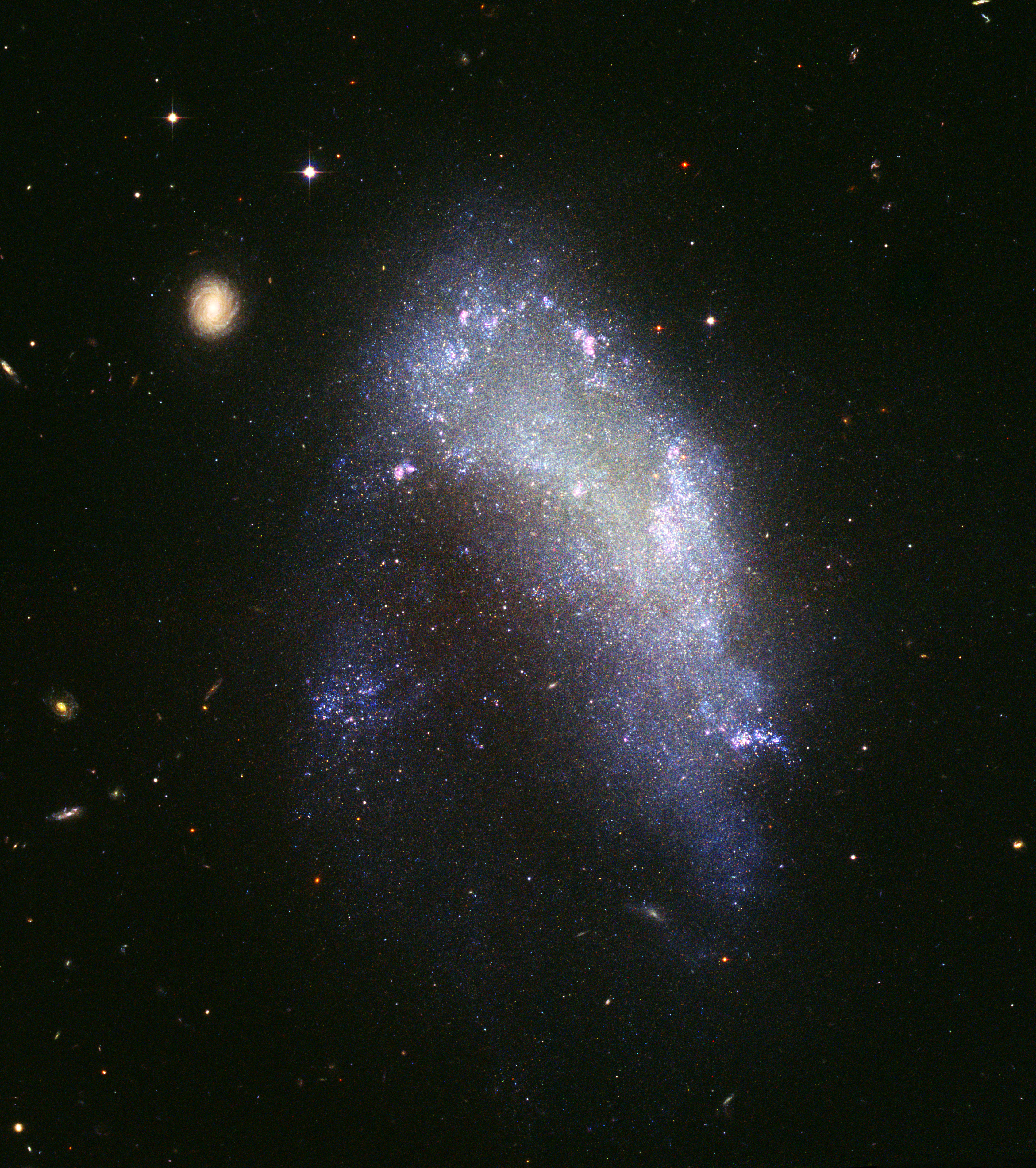
Galaxia irregular NGC 1427A (captura del telescopio espacial Hubble).

Una galaxia irregular es una galaxia que no encaja en ninguna clasificación de galaxias de la secuencia de Hubble. Son galaxias sin forma espiral ni elíptica.
Hay dos tipos de galaxias irregulares. Una galaxia Irr-I (Irr I) es una galaxia irregular que muestra alguna estructura pero no lo suficiente para encuadrarla claramente en la clasificación de la secuencia de Hubble. Una galaxia Irr-II (Irr II) es una galaxia irregular que no muestra ninguna estructura que pueda encuadrarla en la secuencia de Hubble.
Las galaxias enanas irregulares suelen etiquetarse como dI. Algunas galaxias irregulares son pequeñas galaxias espirales distorsionadas por la gravedad de un vecino mucho mayor.
Del total de galaxias observadas hasta la fecha solo un 4.7 % de las galaxias brillantes reciben el nombre de galaxia irregular.

### Galaxias activas
Las galaxias activas son galaxias que liberan grandes cantidades de energía y/o materia al medio interestelar mediante procesos que no están relacionados con los procesos estelares ordinarios. Aproximadamente un 10 % de las galaxias pueden clasificarse como galaxias activas.
La mayor parte de la energía emitida por las galaxias activas proviene de una pequeña y brillante región del núcleo de la galaxia, y en muchos casos se observan líneas espectrales de emisión anchas y/o estrechas, que evidencian la existencia de grandes masas de gas girando alrededor del centro de la galaxia.
Los tipos más importantes de galaxias activas son:

#### Galaxia Seyfert
Son galaxias espirales que se caracterizan por tener un núcleo puntual muy brillante. Según su espectro se distinguen:
- Galaxia Seyfert Tipo I: poseen líneas anchas de emisión.
- Galaxia Seyfert Tipo II: poseen líneas estrechas de emisión.

También se observa que estas galaxias emiten débilmente en radio.

#### Galaxias «Starburst»
Son galaxias en las que se están formando enormes cantidades de estrellas, muchas de las cuales, al morir, explotan produciendo supernovas, pese a que este fenómeno forma parte de la evolución estelar y formalmente este grupo no estaría en esta clasificación. Esta formación anormalmente alta de estrellas podría estar ligada a mecanismos internos del núcleo de la galaxia.

#### Radiogalaxias
Las radiogalaxias suelen estar asociadas a galaxias tipo E con núcleo activo. Emiten a longitudes de onda de radio y algunas pueden ser relativamente débiles. Suelen ser galaxias que se extienden por amplias zonas del espacio. Presentan un núcleo brillante y normalmente suelen estar rodeadas por dos chorros de partículas de grandes dimensiones. Además, en muchas de ellas se ha detectado radiación de sincrotrón.

#### Cuásares
Los cuásares tienen aparentemente el mismo aspecto de una estrella; de ahí su nombre, que proviene de la contracción inglesa quasi-stellar.
En esencia, los cuásares consisten en un núcleo no resuelto y muy luminoso con fuertes líneas de emisión anchas y estrechas. En los cuásares más cercanos se observa una nubosidad difusa, revelando que este tipo de objetos no son más que núcleos de galaxias activas muy lejanas de las que únicamente somos capaces de detectar su núcleo.
Se sabe que la masa de estos objetos es muy elevada y que generalmente presentan una forma estructurada.

## Formación y evolución
La formación y evolución de las galaxias son de las áreas de investigación más activas de los estudios astrofísicos. Algunas ideas ya están ampliamente aceptadas. Las simulaciones informáticas han predicho las estructuras y distribución reales que se ven en las galaxias.

### Formación

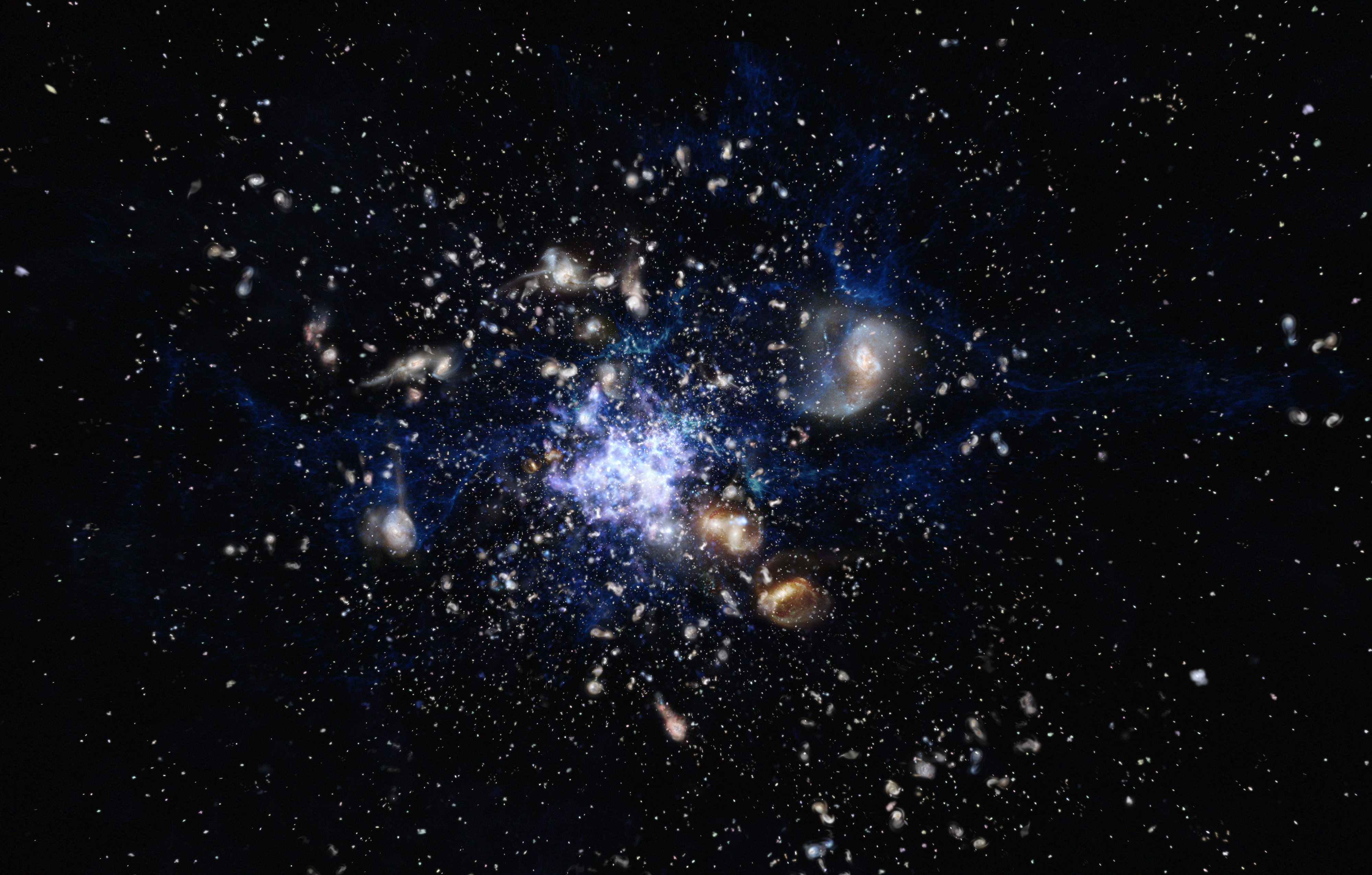
Este dibujo muestra la formación de galaxias en el universo temprano. Las galaxias están formando nuevas estrellas e interactuando unas con otras. Esta escena se parece mucho a la galaxia de la Telaraña (MRC 1138-262) y sus alrededores, uno de los protocúmulos mejor estudiados.

Los modelos cosmológicos actuales de los inicios del universo se basan en la teoría del Big Bang. Unos 300 000 años después de este acontecimiento, comenzaron a formarse los átomos de hidrógeno y helio en un nuevo suceso denominado recombinación. Casi todo el hidrógeno era neutro (no estaba ionizado) y absorbía con facilidad la luz. Todavía no se habían formado estrellas; por este motivo, este periodo se llama Edad Oscura. Fue a partir de las fluctuaciones de densidad (o irregularidades anisotrópicas) en esta materia primordial cuando las estructuras más grandes empezaron a aparecer. Como resultado, las masas de materia bariónica se condensaron dentro de halos de materia oscura fría. Estas estructuras primordiales se convertirían con el tiempo en las galaxias que vemos en la actualidad.

#### Galaxias tempranas
Las pruebas de una aparición temprana de las galaxias se encontraron en 2006 cuando se descubrió que la galaxia IOK-1 tenía un corrimiento al rojo anormalmente alto (6.96) correspondiente a solo 750 millones de años después del Big Bang. Esto la convertía en la galaxia más lejana y antigua nunca vista. Mientras que algunos científicos sostienen que otros objetos como Abell 1835 IR1916 tienen corrimientos al rojo más altos y, por lo tanto, están en una etapa más temprana de la evolución del universo, la edad y composición de IOK-1 se ha establecido con mayor fiabilidad. En diciembre de 2012 varios astrónomos informaron de que UDFj-39546284 era el objeto astronómico conocido más distante, con un valor de corrimiento al rojo de 11.9. Se estima que el objeto empezó a existir unos 380 millones de años  después del Big Bang; es decir, la luz que nos llega ha recorrido unos 13 420 millones de años luz. La existencia de estas tempranas protogalaxias sugiere que deben haberse formado en la llamada Edad Oscura.
El 5 de mayo de 2015 se anunció que la galaxia EGS-zs8-1 era la galaxia más distante y antigua conocida, formada unos 670 millones de años después del Big Bang. La luz de EGS-zs8-1 ha necesitado 13 000 millones de años para llegar a la Tierra y se encuentra ahora a 30 000 millones de años luz de distancia debido a la expansión del universo.

#### Formación de las primeras galaxias

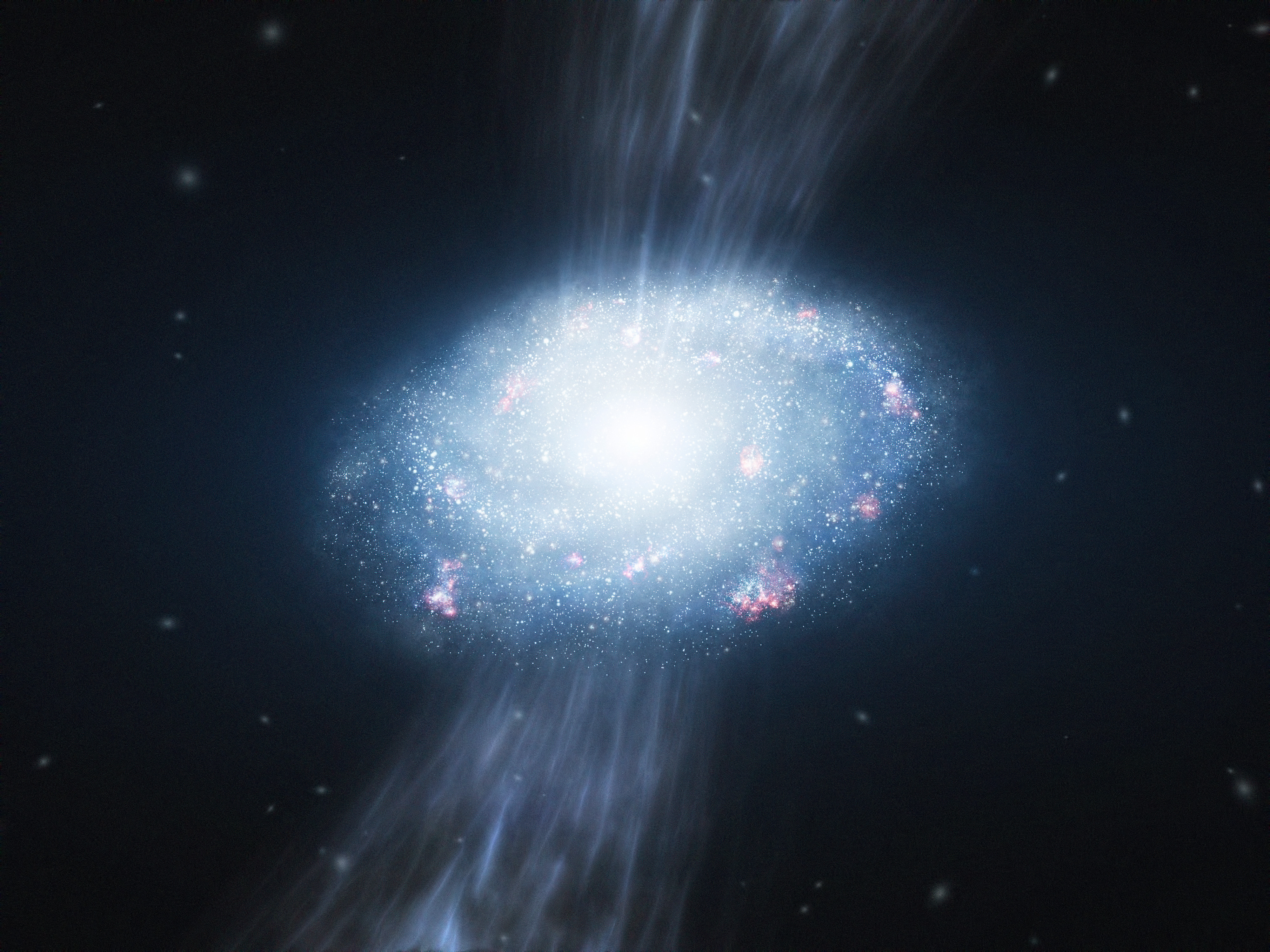
Este dibujo muestra a una galaxia joven, alrededor de unos dos mil millones de años después del Big Bang, acreciendo materia a partir del hidrógeno y el helio circundantes y formando nuevas estrellas. Los nuevos resultados del Very Large Telescope del ESO han proporcionado la primera prueba de que la acreción de gas, sin la necesidad de violentas fusiones, pudo aumentar la formación estelar y el crecimiento de galaxias masivas en el universo joven.

El proceso detallado por el cual se formaron las primeras galaxias es una cuestión abierta en astrofísica. Las teorías se pueden dividir en dos categorías: de arriba abajo y de abajo arriba. En las teorías de arriba abajo, como el modelo ELS (de Eggen, Lynden-Bell y Sandage), las protogalaxias se forman en un colapso simultáneo a gran escala durante aproximadamente cien millones de años. En las teorías de abajo arriba, como el modelo SZ (de Searle y Zinn), se forman primero pequeñas estructuras parecidas a cúmulos globulares y, después, varios de estos objetos se unen para formar un galaxia más grande.
Una vez que las protogalaxias comienzan a formarse y contraerse, aparecen las primeras estrellas del halo (llamadas estrellas de población III). Estas estrellas están compuestas casi enteramente de hidrógeno y helio y pueden haber sido enormes. De ser así, estas gigantes estrellas habrían consumido rápidamente su combustible para convertirse en supernovas y liberar elementos pesados en el medio interestelar. Esta primera generación de estrellas reionizó el hidrógeno neutro circundante creando una burbuja en expansión a través de la cual la luz podía viajar con facilidad.
En junio de 2015, un equipo de astrónomos presentó pruebas de estrellas de población III en la galaxia Cosmos Redshift 7 (o CR7) con un corrimiento al rojo de 6.6. Este tipo de estrellas (esto es, con un elevado corrimiento al rojo) es probable que hayan existido en el universo más temprano y pueden haber comenzado la producción de elementos químicos más pesados que el hidrógeno, necesarios para la posterior formación de planetas y la vida tal y como la conocemos.

### Evolución
Tras mil millones de años de formación, comienzan a aparecer las estructuras clave de una galaxia: los cúmulos globulares, el agujero negro central supermasivo y un bulbo formado por estrellas de población II pobres en metales. La creación del agujero negro supermasivo parece desempeñar un papel clave en la regulación activa del crecimiento de las galaxias al limitar la cantidad total de materia adicional añadida. Durante este temprano período, las galaxias experimentan un gran estallido de formación estelar.
En los siguientes dos mil millones de años, la materia acumulada se asienta en un disco; la galaxia continuará absorbiendo el material que cae de nubes a alta velocidad y galaxias enanas a lo largo de su vida. Esta materia es principalmente hidrógeno y helio. El ciclo estelar de nacimiento y muerte incrementa lentamente la abundancia de elementos pesados, lo que permite con el tiempo la formación de planetas.
La evolución de las galaxias puede estar afectada significativamente por interacciones y colisiones. Cada galaxia al evolucionar, al paso de millones de años, cambia de color e iluminación gracias al cambio de las estrellas. Las fusiones de galaxias eran comunes en épocas tempranas; la mayoría de las galaxias tenían un aspecto peculiar. Teniendo en cuenta la distancia entre las estrellas, la gran mayoría de los sistemas estelares de galaxias en colisión no se ven afectados. Sin embargo, la acción de la gravedad sobre el gas y el polvo interestelar de los brazos espirales produce largas hileras de estrellas conocidas como colas de marea. Ejemplos de estas formaciones se pueden ver en NGC 4676  y las galaxias de las Antenas.
La Vía Láctea y la cercana galaxia de Andrómeda se mueven una hacia la otra a unos 130 km/s; dependiendo de los movimientos laterales, las dos podrían chocar en unos cinco o seis mil millones de años. A pesar de que la Vía Láctea nunca ha colisionado con una galaxia tan grande como la de Andrómeda, cada vez hay más pruebas de pasadas colisiones de la Vía Láctea con pequeñas galaxias enanas.
Tales interacciones a gran escala son raras. A medida que pasa el tiempo, las fusiones de dos sistemas de igual tamaño se vuelven menos comunes. La mayoría de galaxias brillantes han permanecido sin cambios en los últimos miles de millones de años; la tasa neta de formación estelar probablemente también alcanzó su máximo hace aproximadamente diez mil millones de años.

### Tendencia futura

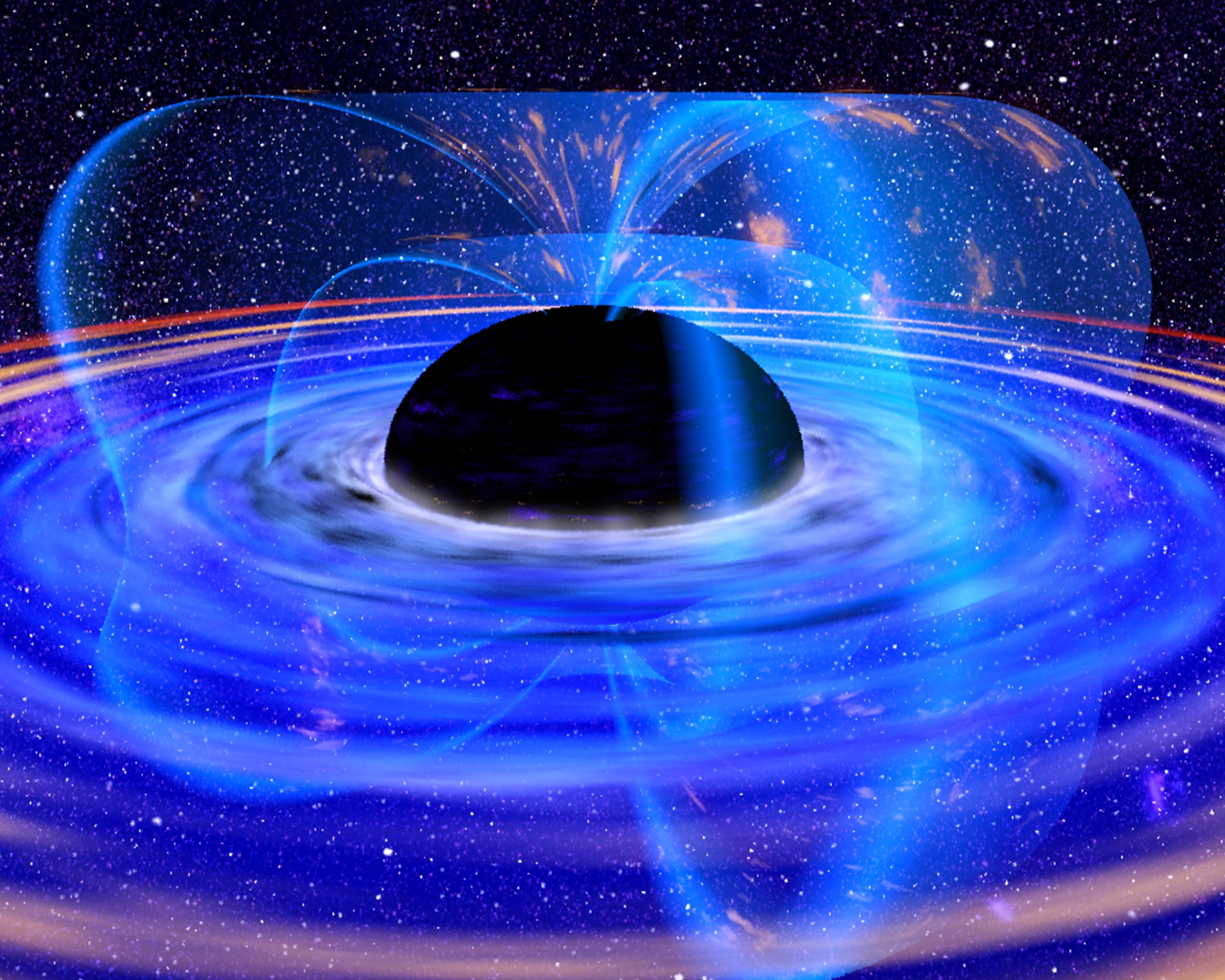
Dibujo de un agujero negro. Los agujeros negros supermasivos serán todo lo que quede de las galaxias.

Las galaxias espirales, como la Vía Láctea, producen nuevas generaciones estelares siempre y cuando tengan densas nubes moleculares de hidrógeno en sus brazos espirales. Las galaxias elípticas están desprovistas en gran parte de ese gas, por lo que forman pocas estrellas nuevas. El suministro de materias para la formación de estrellas es finito; una vez que las estrellas han convertido el suministro disponible de hidrógeno en elementos pesados, la formación de nuevas estrellas llegará a su fin.
Se espera que la actual era de formación estelar continúe durante los próximos cien mil millones de años para declinar después de entre diez y cien billones de años cuando las estrellas más pequeñas y de más larga vida, las diminutas enanas rojas, comiencen a desvanecerse. Al final de esta era estelar las galaxias estarán compuestas de objetos compactos: enanas marrones, enanas blancas —frías (enanas negras) o en proceso de enfriamiento—, estrellas de neutrones y agujeros negros. Con el tiempo, como consecuencia de la relajación gravitatoria, todas las estrellas, o bien caerán al centro de supermasivos agujeros negros, o bien serán arrojadas al medio intergaláctico como resultado de las colisiones.

## Superestructuras
Los estudios de cielo profundo muestran que las galaxias se encuentran a menudo en grupos y cúmulos. Las galaxias solitarias que no han interactuado de forma apreciable con otras de masa comparable en los últimos mil millones de años son relativamente escasas. Se ha encontrado que solo el 5 % de las galaxias estudiadas se pueden considerar realmente aisladas; no obstante, estas formaciones aisladas pueden haber interactuado e incluso haberse fusionado con otras galaxias en el pasado y pueden tener todavía en órbita pequeñas galaxias satélite. Las galaxias aisladas pueden producir estrellas a velocidad superior a la normal, ya que no hay galaxias cercanas que las estén despojando del gas. En ocasiones se usa la expresión galaxia de campo para referirse a una galaxia aislada, aunque también se emplea para describir las galaxias que pertenecen a grupos sin ser miembros de cúmulos.